# 1991 UA2
1991 UA2 är en asteroid i huvudbältet som upptäcktes den 29 oktober 1991 av de båda japanska astronomerna Seiji Ueda och Hiroshi Kaneda i Kushiro.
Asteroiden har en diameter på ungefär 5 kilometer och den tillhör asteroidgruppen Koronis.